# باتريسيو توليدو
باتريسيو توليدو (بالإسبانية: Patricio Toledo) (14 يوليو 1962 في تشيلي - ) هو مدرب كرة قدم ولاعب كرة قدم تشيلي في مركز حراسة المرمى، شارك في الألعاب الأولمبية الصيفية 1984. وشارك مع منتخب تشيلي لكرة القدم. أما مع النوادي، فقد لعب مع سانتياغو واندررز ونادي أونيفرسيداد كاتوليكا ويونيون إسبانيولا ونادي كوكيمبو أونيدو وDeportes Temuco ‏.

## وصلات خارجية
- باتريسيو توليدو على موقع قاعدة بيانات كرة القدم.إي يو (الإنجليزية)
- باتريسيو توليدو على موقع ناشيونال فوتبول تيمز (الإنجليزية)
- باتريسيو توليدو على موقع أوليمبيديا (الإنجليزية)